# Iso Hanhilampi
Iso Hanhilampi och Pieni Hanhilampi är sjöar i Finland. De ligger i kommunen Miehikkälä i landskapet Kymmenedalen, i den södra delen av landet, 170 km öster om huvudstaden Helsingfors. Iso Hanhilampi ligger 56 meter över havet. I omgivningarna runt Iso Hanhilampi växer i huvudsak blandskog. Arean är 15,2 hektar och strandlinjen är 2,04 kilometer lång. Sjön  ingår i Urpalanjokis huvudavrinningsområde. 